# Gikas Chardouvelis

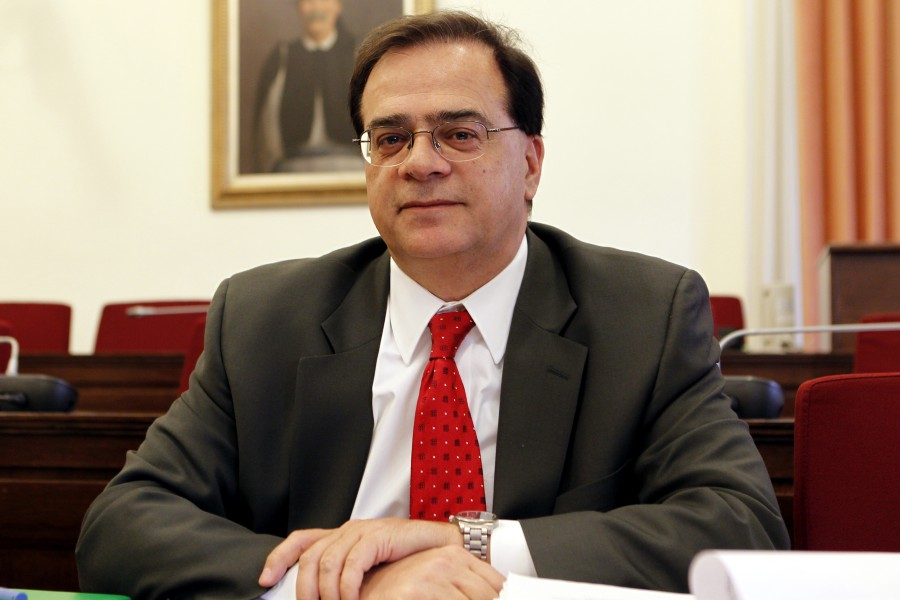
Gikas Chardouvelis (2014)

Gikas Angelos Chardouvelis (griechisch Γκίκας Άγγελος Χαρδούβελης, auch Gikas Hardouvelis transkribiert; * 8. Oktober 1955 in Poulithra bei Leonidi) ist ein griechischer Wirtschaftswissenschaftler und war im Kabinett Samaras Finanzminister.

## Leben und Wirken

### Biographie
Chardouvelis verbrachte nach seinem Abitur 20 Jahre seiner Karriere in den USA. So erhielt er einen Bachelor an der philosophischen Fakultät der Harvard University und einem M.Sc. in angewandter Mathematik (1978) an derselben Universität. Im Jahre 1983 wurde er in Volkswirtschaft (1983) an der University of California, Berkeley promoviert. 1994 kehrte er nach Griechenland zurück. Nach der Kabinettsumbildung im Kabinett Samaras wegen der Stimmverlusten bei der Europawahl 2014 war Chardouvelis vom 10. Juni 2014 bis zum 26. Januar 2015 Finanzminister. Die Amtszeit des Kabinetts Samaras endete einen Tag nach einer vorgezogenen Parlamentswahl; ihm folgte das Kabinett Alexis Tsipras I.
Nach mehrmonatigen Ermittlungen beschloss der Anti-Korruptions-Ausschuss des griechischen Parlaments Ende Dezember 2015, Hardouvelis müsse sich wegen Verdachts auf Steuerhinterziehung vor der Justiz verantworten.

### Wirken
Chardouvelis ist Professor für Finanzen an der Universität Piräus in Griechenland (2010).
Er ist Chefökonom und Leiter für Wirtschaftsforschung der EFG Eurobank Ergasias und am Zentrum für Forschung der Wirtschaftspolitik in London, Vorsitzender des Akademischen Rats der griechischen Bankengesellschaft, Mitglied des Akademischen Rats in Zypern und am Internationalen Institut für Management sowie Mitglied des Ausschusses zur Leitung von Globalen Anlagenmanagements.

### Positionen
Chardouvelis betont, es sei möglich, die öffentlichen Ausgaben zu kürzen: „Es ist eine allgemeine Überzeugung, dass die öffentlichen Ausgaben unelastisch sind, aber ich glaube, es gibt Raum für Kürzungen, wenn man hart daran arbeitet … Zum Beispiel, wenn man die Bezahlung der Überstunden im öffentlichen Sektor betrachtet.“ Die Wallstreet wird von Chardouvelis kritisiert. Er kritisierte Griechenlands Buchführungspraktiken: „Politiker möchten den Ball vorwärts spielen, und wenn eine Bank ihnen einen Weg zeigen kann, wie sie ein Problem in die Zukunft verschieben können, fallen sie darauf herein“. „Wenn ein Banker den Politikern einen Weg zeigt, wie man ein Problem auf die Zukunft verlagern kann, dann greifen sie sofort zu.“ Chardouvelis beschreibt dies als klassischen Fall von Ko-Abhängigkeit. Sowohl die griechischen Politiker als auch die Banker von Goldman Sachs hatten laut Chardouvelis nur am kurzfristigen Erfolg Interesse. Italien und die Bank JPMorgan haben laut Chardouvelis 1996 ein ähnliches Swap-Geschäft vollzogen und dies nicht in der Bilanz des Staates als Verbindlichkeit aufgeführt.

## Schriften
- Hardouvelis, Gikas A. Margin Requirements, Volatility, and the Transitory Component of Stock Prices.
- Gikas A. Hardouvelis: Monetary policy and short-term interest rates. In: Economics Letters. 25, 1987, S. 63, doi:10.1016/0165-1765(87)90015-2.
- Hardouvelis, Gikas A.: Monetary policy and short-term interest rates: New evidence on the liquidity effect, Columbia University, New York, NY 10027, USA 1987.[9][10]
- Hardouvelis, Gikas A. und Estrella Arturo: The term structure as a predictor of real economic activity. Blackwell Publishers Ltd., Journal of Finance, 1991[11]